# Neuendorf 16 (Quedlinburg)

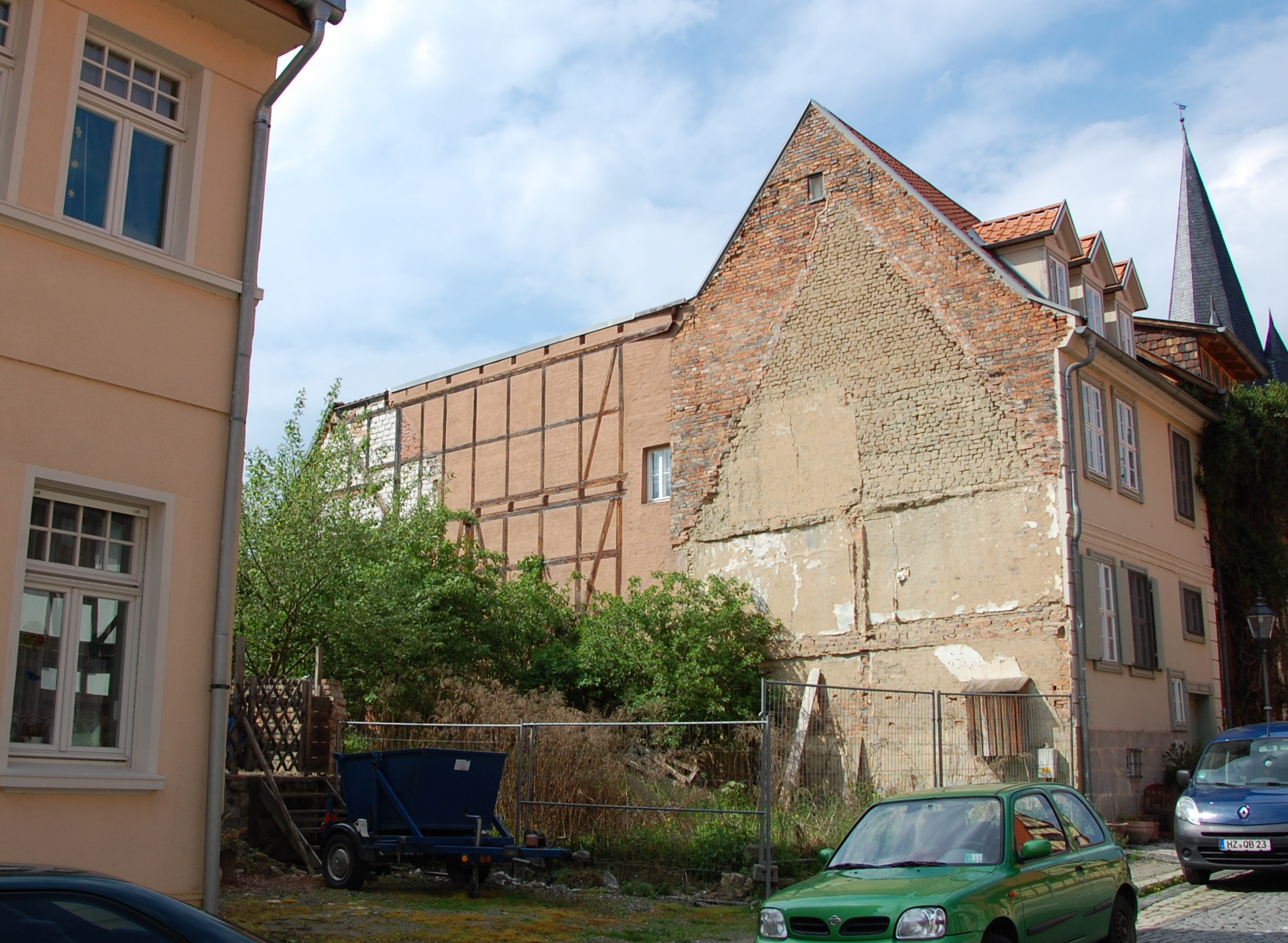
Grundstücke Neuendorf 15 und 16 im Jahr 2013, an der Giebelwand des rechts befindlichen Hauses Neuendorf 17 ist noch der Umriss des Gebäudes Neuendorf 16 zu erkennen.

Das Haus Neuendorf 16 war ein denkmalgeschütztes Gebäude in der Stadt Quedlinburg in Sachsen-Anhalt.

## Lage
Es befand sich nordwestlich des Marktplatzes der Stadt auf der Westseite der Straße Neuendorf und gehörte zum UNESCO-Weltkulturerbe. Das Gebäude war im Quedlinburger Denkmalverzeichnis als Wohnhaus eingetragen. Südlich grenzte das gleichfalls denkmalgeschützte, jedoch ebenfalls nicht erhaltene Haus Neuendorf 15 an.

## Architektur und Geschichte
Das zweigeschossige, barocke Fachwerkhaus wurde in der Zeit um 1680 errichtet. Bedeckt war das Gebäude von einem hohen Dach. Die Stockschwelle des Hauses war mit einer Fase versehen, die Balkenköpfe waren abgerundet. Die Gefache waren mit Lehmsteinen ausgefüllt. Später wurde die Fassade des Hauses verputzt. Die Haustür stammte vom Anfang des 19. Jahrhunderts und war im Stil des Klassizismus gestaltet. 
Ende des 20. Jahrhunderts stand das Haus leer und war sanierungsbedürftig. Es erfolgte dann der Abriss des Gebäudes.